# Blues of the Vagabond
Pour les articles homonymes, voir Blues (homonymie) et Vagabond.
Clip vidéo
[vidéo] « Duke Ellington - Blues of the Vagabond », sur YouTube
Blues of the Vagabond (le blues du vagabond, en anglais) est un standard de jazz-jazz blues du jazzman-compositeur américain Duke Ellington,, enregistré pour la première fois en 1929 chez Okeh Records, avec son big band jazz The Harlem Footwarmers.

## Historique
Cette composition est un des nombreux tubes internationales de Duke Ellington, des débuts de sa carrière, dans les années 1920, alors qu'il se produit en vedette avec son big band jazz The Cotton Club Orchestra au célèbre club de jazz Cotton Club de Harlem à New York.

Duke Ellington et son orchestre big band jazz
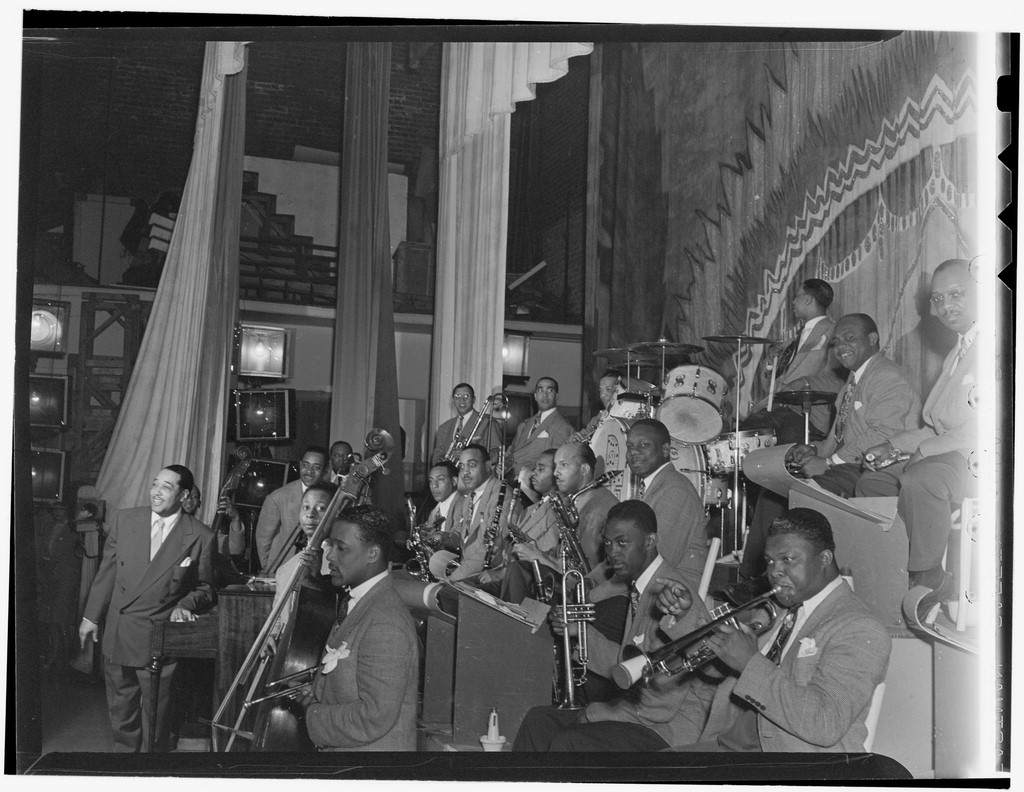
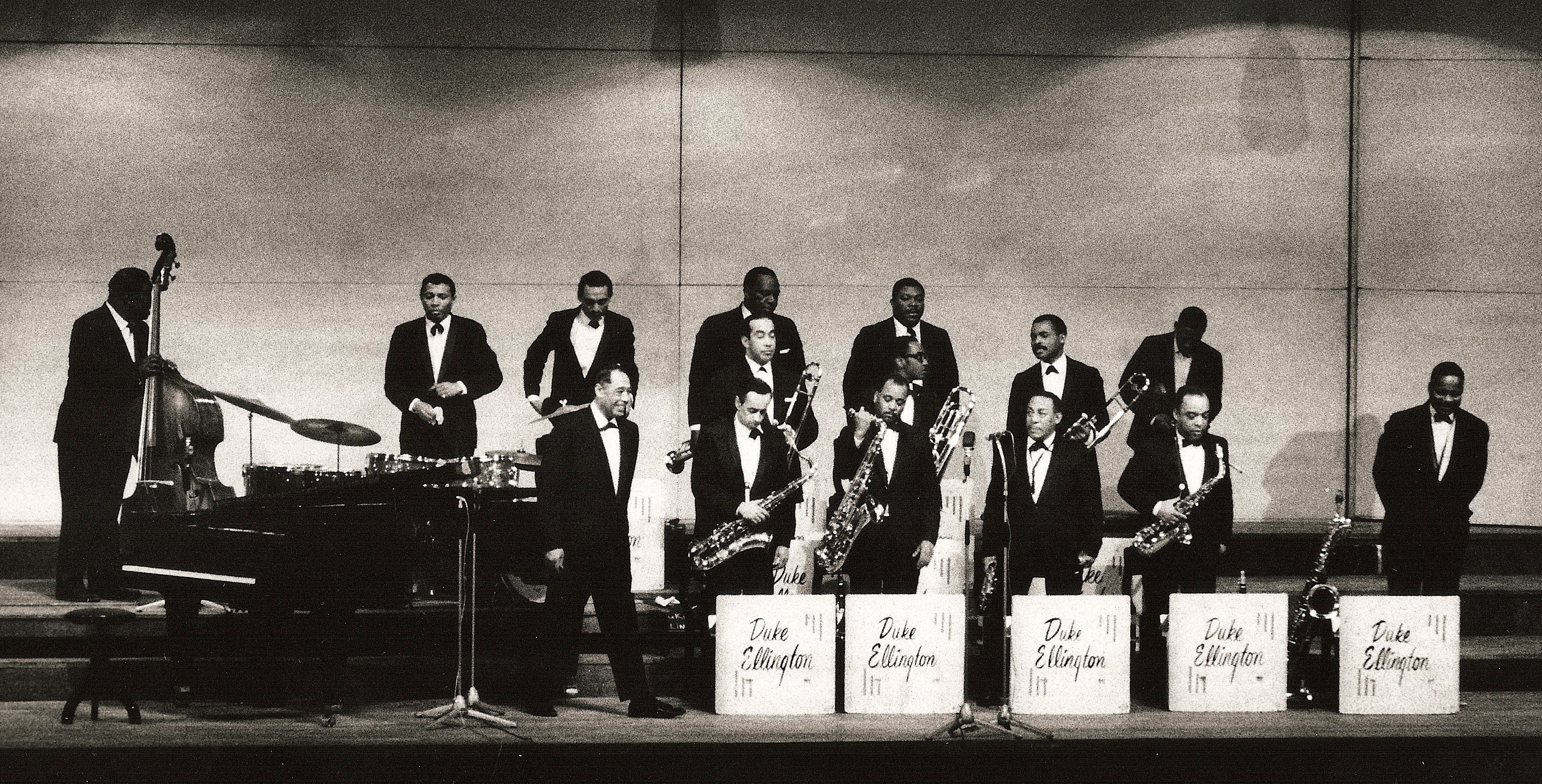

A l'image de son tube The Mooche (le clochard) de 1928, ce standard de jazz blues est composé sous forme de complainte, sur le thème du vagabondage, sur des airs de marche funèbre jazz funeral de  Jazz Nouvelle-Orléans-Early Jazz (Cab Calloway rivalise de succès avec Duke Ellington, au même moment, au Cotton Club, en particulier avec son tube de jazz scat Minnie the Moocher, Minnie la clocharde, de 1931).

## Big band jazz de Duke Ellington
- Duke Ellington : piano, chef d'orchestre[7]
- Harry Carney : saxophone
- Johnny Hodges : saxophone
- Barney Bigard : saxophone
- Joe Nanton : trombone
- Arthur Whetsol : trompette
- Freddie Jenkins (en) : trompette
- Cootie Williams : trompette
- Fred Guy : banjo
- Wellman Braud : contrebasse
- Sonny Greer : batterie